# چوپووو
چوپووو (به لهستانی:  Czupowo) یک روستا در لهستان است که در گمینا بانگه مازورسکیه واقع شده‌است.